# Щиткоголовые гадюки
Щиткоголовые гадюки (лат. Pelias) — подрод ядовитых змей рода настоящие гадюки, иногда рассматриваемый в качестве самостоятельного рода.

## Внешний вид

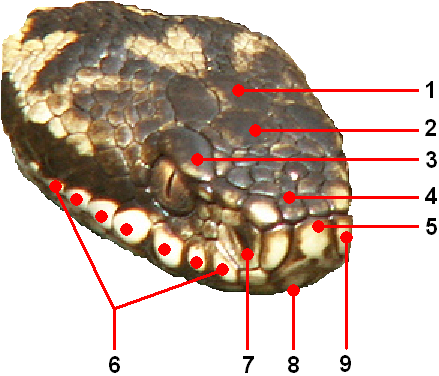
Щитки на голове обыкновенной гадюки. Цифрами 1, 2 и 3 обозначены увеличенные теменной, лобный, и надглазничный щитки

Мелкие и средние гадюки, достигающие длины до 90 см. От представителей подрода Vipera sensu stricto отличаются наличием на голове увеличенных теменных, лобного и надглазничных щитков, а также отсутствием вздёрнутого кончика морды. Носовой щиток отделён от межчелюстного носочелюстными щитками. Чешуя на туловище сильно ребристая.
Окраска разнообразная: от светло-серой до яркой красной. Для всех представителей характерен тёмный зигзагообразный рисунок на спине, хотя иногда встречаются полностью чёрные особи (меланисты).

## Распространение
Обитают в Европе и Северной Азии, в том числе за Полярным кругом (обыкновенная гадюка).

## Образ жизни
Живут на земле на равнинах и в горах. Питаются в основном мелкими млекопитающими (грызуны, насекомоядные), а также птицами и ящерицами. Новорождённые гадюки охотятся на мелких ящериц и прямокрылых насекомых. Яд гемолитический. Все виды яйцеживородящие.

## Систематика
В состав подрода включают большое количество таксонов, многие из которых обладают неясным систематическим статусом. Так, гадюку Никольского разные авторы считают видом или подвидом, а реликтовую гадюку часто считают младшим синонимом кавказской. Несмотря на это подрод считается монофилетичным и включает следующие виды:
- Vipera altaica
- Vipera anatolica
- Vipera berus — обыкновенная гадюка[К 1]
- Vipera darevskii — гадюка Даревского[К 2]
- Vipera dinniki — гадюка Динника
- Vipera eriwanensis — армянская степная гадюка[К 3]
- Vipera graeca
- Vipera kaznakovi — кавказская гадюка[К 4]
- Vipera lotievi — гадюка Лотиева
- Vipera nikolskii — гадюка Никольского
- Vipera orlovi — гадюка Орлова
- Vipera renardi — восточная степная гадюка
- Vipera sakoi
- Vipera seoanei
- Vipera ursinii — западная степная гадюка
- Vipera walser